# Ahnma
Ahnma [ˈa:nmɑ:] ist ein Song der Hamburger Hip-Hop-Musikgruppe Beginner. Das Lied ist die erste Singleauskopplung aus ihrem vierten Studioalbum Advanced Chemistry, das am 26. August 2016 beim Label Vertigo Berlin erschien. Es ist das erste Musikstück auf dem Album („opening track“) und wurde zusammen mit dem Rapper Gzuz und dem Reggae-Musiker Gentleman aufgenommen. Das dazu gedrehte Musikvideo wurde am 3. Juni 2016 im Internet veröffentlicht.
Wegen des „Vermischens diverser Stilrichtungen“ und ungewöhnlichen Featurings erhielt der Song kontroverse Kritiken. Mit Erscheinen erreichte das Rap-Lied Platz acht in Deutschland und blieb über 20 Wochen in den deutschen Singlecharts. Zu der Singleauskopplung wurde ein monochromes Musikvideo in Hamburg gedreht, in dem die Band und die zwei beteiligten Musiker an 15 Orten im Umfeld des Hamburger Hafens und der Elbe posen und rappen. Das Musikvideo wurde auf YouTube bis September 2023 über 62 Millionen Mal angeklickt.

## Entstehung
Nach Aussage von Jan Eißfeldt sei der US-amerikanische Rapper Kendrick Lamar mit seinem Song The Blacker the Berry vom 2015er Album To Pimp a Butterfly die Inspiration für Ahnma gewesen: „In dem Lied kommt irgendwann so ein Dancehall-Künstler mit tiefer Stimme und fängt krass an zu singen: I said they treat me like a slave, cah’ me black. Und dann kehrt der Beat zurück und lässt die Energie wieder los, und da denkst du: Genau sowas brauchen wir auch.“ Bei dem namentlich nicht genannten Dancehall-Künstler handelt es sich um den jamaikanischen Sänger Jeffrey Campbell aka Assassin.
Im Interview mit dem Hip-Hop-Magazin Juice ergänzte er: „Wir hatten diesen fetten Beat, zwei geile Strophen, aber keine Idee für ’ne Hook.“ Da sei ihm die Idee gekommen, „über einen roughen Hiphop-Beat so einen Mavado-mäßigen Dancehall-Typen brüllen zu lassen.“ Und so habe man bei Kristoffer Jonas Klauß alias Gzuz angefragt, da er der Einzige sei, „der in Deutschland stimmlich diese Brachialität mitbringt“. Laut Dennis Lisk ist der Song und dessen Hookline nicht als Kampfansage an andere Hiphop-Hochburgen wie Berlin oder Stuttgart gemeint, sondern als „Hommage an ihre Heimatstadt“ gedacht.
Als musikalische Einflüsse werden vom Label die ausschließlich US-amerikanischen Formationen Public Enemy, Lil Wayne, Rick Rubin, The Neptunes, Dr. Dre und Just Blaze genannt. Das Lied wurde von Jan Eißfeldt, Dennis Lisk und Tilmann Otto komponiert und zusammen mit dem Hamburger Gangsta-Rapper Gzuz und dem Kölner Reggae-Musiker Gentleman in einem Tonstudio in Hamburg-Ottensen eingesungen. Kaspar „Tropf“ Wiens und Fiji Kris werden als Co-Produzenten des Albums genannt.
Das Lied hat eine Länge von 4:14 Minuten bei einem Tempo von 81 Beats per minute. Der Titel Ahnma ist ein Jugendslang für den Imperativ „(Er)ahne das mal“ im Sinne von „Kapierst Du’s?“.

## Inhalt
Der Liedtext ist bis auf den von Gentleman in jamaikanisch-kreolischer Sprache (Patois) verfassten Refrain in deutscher Sprache gehalten. Der einleitende Satz im Intro stammt vom deutsch-haitianischen HipHop-Rapper Torch, auf dessen Bandnamen der Albumtitel referenziert: „Yes, Advanced Chemistry. Beginner“. In der ersten Strophe umreißt Eizi Eiz seine Instrumentierung und beispielhaft die milieuübergreifenden Adressaten sowie deren positive Reaktion auf sein erneutes Wirken. Der Rapper behauptet, sein Bekanntheitsgrad sei das Ergebnis eines jahrzehntelangen, geschichtsbedeutsamen lyrischen Schaffens, dessen erste Hits Ende der 1990er Jahre für manchen bereits pränatal sei und einen Vergleich mit einem bekannten 69-jährigen Hamburger Fußballer standhalte. In der vierzeiligen Hookline stellt Gzuz fest, dass szenetypische Gestiken und Sprachfärbungen aus dem Hamburger Raum längst in den Mainstream eingeflossen seien, und kündigt an, die Hansestadt wieder deutlicher zu positionieren. Laut Gentlemen im Refrain bewege man noch immer die Massen, von Hamburg bis in den Süden des Landes. In der zweiten Strophe beschreibt Denyo seine körperliche und seelische Verfassung und wie er mit positiver Einstellung und „Geschmack“ der „Sinnkrise“ der Rapszene begegnet, in der „jeder Jens-Peter einen auf Endgegner macht.“ Am Ende des Lieds ist zweimal das Audiosample „still the beats bang“ des US-amerikanischen Rappers Dr. Dre feat. Snoop Dogg aus dem Song Still D.R.E. zu hören. Außerdem sind Elemente aus dem Titel I'm Your Pusher von Ice-T zu hören.

## Musikvideo
Das in schwarz-weiß gehaltene Musikvideo wurde im Seitenverhältnis 16:9 aufgezeichnet und nutzt bekannte Orte der Hansestadt als Rap-Kulisse.
Das Lied setzt „düster-massiv mit Schiffshorn-Fanfaren“ ein und nach vier Drohnenluftaufnahmen in der extremen Totalen vom Hamburger Hafen und St. Pauli, in der ein Zoomeffekt das Bild streckt und staucht, startet das Musikvideo am Museumshafen Oevelgönne an der nordwestlichen Hafenkante, wo Denyo und DJ Mad stehen und Eizi Eiz die erste Strophe intoniert. Eine Kamerafahrt im Zeitraffer leitet zum etwas weiter östlich gelegenen Fischereihafen weiter. Der dritte Drehort liegt noch weiter elbaufwärts in einer kleinen Gasse an der Große Elbstraße neben dem Club Hafenklang. Die nächste Station ist eine kleine Treppe zum Park Fiction neben dem Golden Pudel Club. Im Park unter Blechpalmen bezeichnet sich Eizi Eiz als „der Veteran von der Reeperbahn, hab Hamburg hinter mir, als wär ich Uwe Seeler, man!“, während ebendiese Legende des Hamburger SV neben ihm steht. Die Kamera rollt im Zeitraffer weiter an der Hafenkante bis zum Baumwall. Am Fährkanal an der Südseite der Norderelbe rappt Gzuz mit der Überseebrücke im Hintergrund die erste Bridge, die mit der Hookline endet: „Wir packen Hamburg wieder auf die Karte.“
Auf dem Hochbunker am Heiligengeistfeld singt anschließend Gentleman auf Patois den Refrain. Denyo rappt erst am Fuße der Balduintreppe an der Hafenstraße und dann 24 Meter tiefer in der Oströhre des St. Pauli-Elbtunnels, bevor die Kamera zum Fähranleger Neuhof mit der Köhlbrandbrücke im Hintergrund springt. Am Waltershofer Damm stehen die Beginner erst auf einer Fußgängergerüstbrücke und dann auf der Hochwasserschutzmauer vor dem Containerterminal Burchardkai. In einer überdachten Gleisharfe mit inzwischen zurückgebauten Gleisanlagen zwischen den Güterhallen an der Stockmeyerstraße im Oberhafen rappt der teilentkleidete Gzuz die zweite Bridge, die mit einer weiteren Einstellung am Kirchenpauerkai auf dem Baakenhafen vor den Freihafenelbbrücken schließt. Zwischendurch wird Gzuz kurz – in Übergröße – auf dem Kopf des Bismarck-Denkmal stehend gezeigt.
Das Video endet mit einer Positur-Einstellung („Pose-Shot“) der Band zusammen mit Gentleman, Ferris MC, Samy Deluxe, D-Flame, DJ Stylewarz, Afrob, Fünf Sterne deluxe, Deichkind und weiteren Musikern auf dem Dach des Flakbunker IV an der Feldstraße über dem Club Uebel & Gefährlich.
Das Video wurde im Auftrag des Major-Labels Universal Music von Noyz’r’Uz und Paul’s Boutique produziert, Regisseur war David Aufdembrinke und Executive Producer David Mohn. Beim  Preis für Popkultur 2016 wurde das Musikvideo in der Kategorie „Lieblingsvideo“ ausgezeichnet.

## Rezeption

### Verwendung in anderen Medien
Der Regisseur Simon Verhoeven drehte im Herbst 2016 einen Werbespot für den Musikstreaming-Dienst Apple Music, in dem der Fußballer Mats Hummels den Song beim Waldlauf hört.

### Rezensionen
„Ein Beat bläst einem um die Ohren, als stände man gesundheitsschädlich nah am Nebelhorn eines Containerschiffs. Jan Delay, der jetzt wieder Eizi Eiz heißt, posiert am Hafen und rappt: Für die Obernerds und die saufenden Proleten / Die Messdiener, Crackdealer, Alt-68er. Die Beginner wollen noch mal die Gegensätze, alles vom Eppendorfer Weg bis zur Beatstreet in einem Flow auflösen, in einem Reim, einer coolen Pose und einem Wort, dem Titel des Tracks: Ahnma.“

„Die Bässe rollen durch den Raum, Ahnma walzt sich heran wie ein bedrohlich-schönes Ungetüm. Gänsehaut bildet sich unter den Schweißperlen. Die Beginner brauchen nie wieder einen neuen Show-Opener. Dieses Lied hat alles, um die Leute in Fahrt zu bringen.“

„Mit dem Beat und der Gentleman-Hook stimmt man eher die alten Fans gnädig. Aber genau hier liegt auch das Problem: Ahnma könnte genau so auch ein Song auf Blast Action Heroes sein, also auf einem Album, das vor fast 13 Jahren erschien. Der Beat klingt nicht zeitlos, sondern aus der Zeit gefallen. Die Patois-Hook von Tilmann Otto alias Gentleman erst recht.“

„Gzuz ballert die Hookline so unnachahmlich authentisch und cool raus, dass einem erstmal das Blut in den Adern gefriert und man es danach nur noch abfeiert. […] Die Rap-Parts der Beginner sind clever und edel. Jan Delay liefert in alter Manier genau so wie Dennis Lisk aka Denyo perfekt ab. Vielleicht sogar noch besser als je zuvor.“

„Der Song kommt düster-bedrohlich daher: Alarmierende Bläsersounds, Cembalo-artiges Geklimper, hohes Gedüdel. Extra einfach gehalten. Ein Brett von einem Beat, würde der HipHop-Liebhaber sagen. Wenn man Klassik und HipHop vergleichen darf, ist der Song ein bisschen das Gegenteil von Edvard Griegs ‚Morgenstimmung‘. Nicht verheißungsvoll, sondern beängstigend — man bekommt Gänsehaut.“

### Preise
Im September 2016 wurde Ahnma in der Kategorie Lieblingsvideo mit dem als Gegenentwurf zum Echo angelegten Musikpreis Preis für Popkultur ausgezeichnet. Das Lied war außerdem in der Kategorie Lieblingslied nominiert gewesen, unterlag dort jedoch Lang lebe der Tod von Casper. Am 23. November 2016 wurde Ahnma zudem mit dem HANS – Der Hamburger Musikpreis in der Kategorie Song des Jahres ausgezeichnet. Die Beginner gewannen darüber hinaus noch die Kategorien Album des Jahres für Advanced Chemistry sowie Bestes Imageing für das Musikvideo zu Es war einmal.
Darüber hinaus belegte das Lied Spitzenplätze in mehreren Kritiker-Jahresbestenlisten. Das Magazin Intro kürte Ahnma in seinen Jahrescharts zum besten Lied des Jahres 2016. In der Jahresbestenliste der E-Zine Laut.de belegte Ahnma Platz 24. Das Hip-Hop Magazin Juice kürte den Song in seinem Jahresrückblick zur zweitbesten Single des Jahres 2016 nach Bianco von Yung Hurn und RIN.
Die Stiftung Warentest bewertete, als Reaktion auf die Jan Delay-Textzeile „Der Testsieger rappt wieder“ am 3. Juni 2016 den Song via Twitter mit der „Note: Sehr gut (1,0)“.

## Kommerzieller Erfolg

### Chartplatzierungen
Ahnma erreichte in Deutschland Position acht der Singlecharts und konnte sich insgesamt eine Woche in den Top 10 und 39 Wochen in den Charts halten. In Österreich erreichte die Single in vier Chartwochen Position 55 und in der Schweiz in einer Chartwoche Position 65.
Für die Beginner ist Ahnma der achte Charterfolg in Deutschland sowie der vierte in der Schweiz und der dritte in Österreich. Länderübergreifend schafften die Beginner erstmals den Sprung in die Top 10. Die vorherige Bestmarke setzte die Single Liebeslied mit Position elf in Deutschland. Nach Liebeslied und Fäule konnten sich die Beginner zum dritten Mal hiermit gleichzeitig in den Singlecharts aller D-A-CH-Staaten platzieren. Darüber hinaus konnte sich bis dato keine Single der Band länger in den deutschen Singlecharts halten. Hier löste Ahnma ebenfalls Liebeslied ab, das seinerzeit 18 Wochen in den Charts verweilte.
Für Gzuz ist Ahnma der zehnte Charterfolg in Deutschland sowie jeweils der erste in Österreich und der Schweiz. Es ist sein erster Top-10-Erfolg in Deutschland. Bis dato konnte sich keine Single von Gzuz höher und länger in Deutschland platzieren. Ahnma ist bis heute der erfolgreichste Dauerbrenner von Gzuz in den deutschen Charts. Die höchste Chartnotierung wurde mit der Veröffentlichung von Was hast du gedacht (Position fünf) aus dem Jahr 2018 übertroffen. In Österreich und der Schweiz zählt Ahnma zu den erfolgloseren Veröffentlichungen von Gzuz.
Gentleman erreichte hiermit zum 24. Mal die deutschen Singlecharts sowie zum 13. Mal die Charts in Österreich und zum zwölften Mal die Schweiz Hitparade. Es ist nach den Gastbeiträgen İsyankar und Do They Know It’s Christmas? (Deutsche Version) sein dritter Top-10-Erfolg in den deutschen Singlecharts. Bis dato konnte sich keine Single von Gentleman länger in den deutschen Singlecharts platzieren, damit löste Ahnma seinen Vorgänger İsyankar (24 Chartwochen) ab.
| ChartsChartplatzierungen | Höchstplatzierung | Wochen |
| ------------------------ | ----------------- | ------ |
| Deutschland (GfK)        | 8 (39 Wo.)        | 39     |
| Österreich (Ö3)          | 55 (4 Wo.)        | 4      |
| Schweiz (IFPI)           | 65 (1 Wo.)        | 1      |

| ChartsJahrescharts (2017) | Platzierung |
| ------------------------- | ----------- |
| Deutschland (GfK)         | 38          |

### Auszeichnungen für Musikverkäufe
Für mehr als 600.000 verkaufte Exemplare wurde die Single in Deutschland mit einer Dreifachgold-Schallplatte ausgezeichnet, damit zählt Ahnma zu den meistverkauften Rapsongs in Deutschland. Darüber hinaus ist Ahnma für alle drei Interpreten der meistverkaufte Tonträger in Deutschland.
| Land/Region        | Auszeichnungen für Musikverkäufe (Land/Region, Auszeichnung, Verkäufe) | Verkäufe |
| ------------------ | ---------------------------------------------------------------------- | -------- |
| Deutschland (BVMI) | 3× Gold                                                                | 600.000  |
| Insgesamt          | 1× Gold · 1× Platin ·                                                  | 600.000  |

## Coverversionen
Das Lied und das Musikvideo wurden mehrfach gecovert und parodiert, darunter von den Moderatoren Joko und Klaas in der Late-Night-Show Circus HalliGalli und dem Musiker Dendemann im Neo Magazin Royale.